# Zabalius ophthalmicus
Zabalius ophthalmicus är en insektsart som först beskrevs av Walker, F. 1869.  Zabalius ophthalmicus ingår i släktet Zabalius och familjen vårtbitare. Inga underarter finns listade i Catalogue of Life.